# Паутово (Новосибирская область)
Паутово — посёлок в Колыванском районе Новосибирской области. Входит в состав Калининского сельсовета.

## Население
| 2002 | 2007 | 2010 |
| ---- | ---- | ---- |
| 7    | ↘6   | ↘1   |

## Инфраструктура
В посёлке по данным на 2007 год отсутствовала социальная инфраструктура.